# Caveirac
Caveirac est une commune française située dans le sud du département du Gard, en région Occitanie.
Exposée à un climat méditerranéen, elle est drainée par le Rhony et par divers autres petits cours d'eau. Incluse dans les gorges du Gardon, la commune possède un patrimoine naturel remarquable composé d'une zone naturelle d'intérêt écologique, faunistique et floristique.
Caveirac est une commune rurale qui compte 4 328 habitants en 2022, après avoir connu une forte hausse de la population depuis 1962. Elle est dans l'agglomération de Nîmes et fait partie de l'aire d'attraction de Nîmes. Ses habitants sont appelés les Caveiracois ou  Caveiracoises.
Le patrimoine architectural de la commune comprend trois  immeubles protégés au titre des monuments historiques : la borne milliaire, classée en 1911, l'église Saint-Adrien, inscrite en 1972, et le château, inscrit en 1998 puis classé en 2015.

## Géographie

### Localisation
Caveirac est un village de la vallée de la Vaunage, situé à 10 km du centre de Nîmes dans le Gard.

### Communes limitrophes
Les communes limitrophes sont  Clarensac, Langlade, Milhaud et Nîmes.
| Clarensac | Nîmes    | Nîmes   |
| Clarensac | Caveirac | Nîmes   |
| Langlade  | Milhaud  | Milhaud |

### Hydrographie et relief
Caveirac se trouve dans la plaine de la Vaunage. Son surnom est Porte de la Vaunage, car Caveirac est le premier des neuf villages de Vaunage lorsque l'on entre dans la plaine.

### Climat
Pour des articles plus généraux, voir Climat de l'Occitanie et Climat du Gard.
En 2010, le climat de la commune est de type climat méditerranéen franc, selon une étude s'appuyant sur une série de données couvrant la période 1971-2000. En 2020, Météo-France publie une typologie des climats de la France métropolitaine dans laquelle la commune est exposée à un climat méditerranéen et est dans la région climatique Provence, Languedoc-Roussillon, caractérisée par une pluviométrie faible en été, un très bon ensoleillement (2 600 h/an), un été chaud (21,5 °C), un air très sec en été, sec en toutes saisons, des vents forts (fréquence de 40 à 50 % de vents > 5 m/s) et peu de brouillards.
Pour la période 1971-2000, la température annuelle moyenne est de 14 °C, avec  une amplitude thermique annuelle de 17,1 °C. Le cumul annuel moyen de précipitations est de 801 mm, avec 7,1 jours de précipitations en janvier et 3,1 jours en juillet. Pour la période 1991-2020, la température moyenne annuelle observée sur la station météorologique la plus proche, située sur la commune de Nîmes à 8 km à vol d'oiseau, est de 15,6 °C et le cumul annuel moyen de précipitations est de 734,4 mm,. Pour l'avenir, les paramètres climatiques de la commune estimés pour 2050 selon différents scénarios d’émission de gaz à effet de serre sont consultables sur un site dédié publié par Météo-France en novembre 2022.

### Voies de communication et transports

#### Axes ferroviaires
L'ancienne voie de chemin de fer contourne Caveirac et a été transformée en piste cyclable qui parcourt la plaine : la voie verte de la Vaunage

### Milieux naturels et biodiversité

#### Espaces protégés
La protection réglementaire est le mode d’intervention le plus fort pour préserver des espaces naturels remarquables et leur biodiversité associée,.
La commune fait partie de la zone de transition des gorges du Gardon, un territoire d'une superficie de 23 800 ha reconnu réserve de biosphère par l'UNESCO en 2015 pour l'importante biodiversité qui la caractérise, mariant garrigues, plaines agricoles et yeuseraies,.

#### Zones naturelles d'intérêt écologique, faunistique et floristique

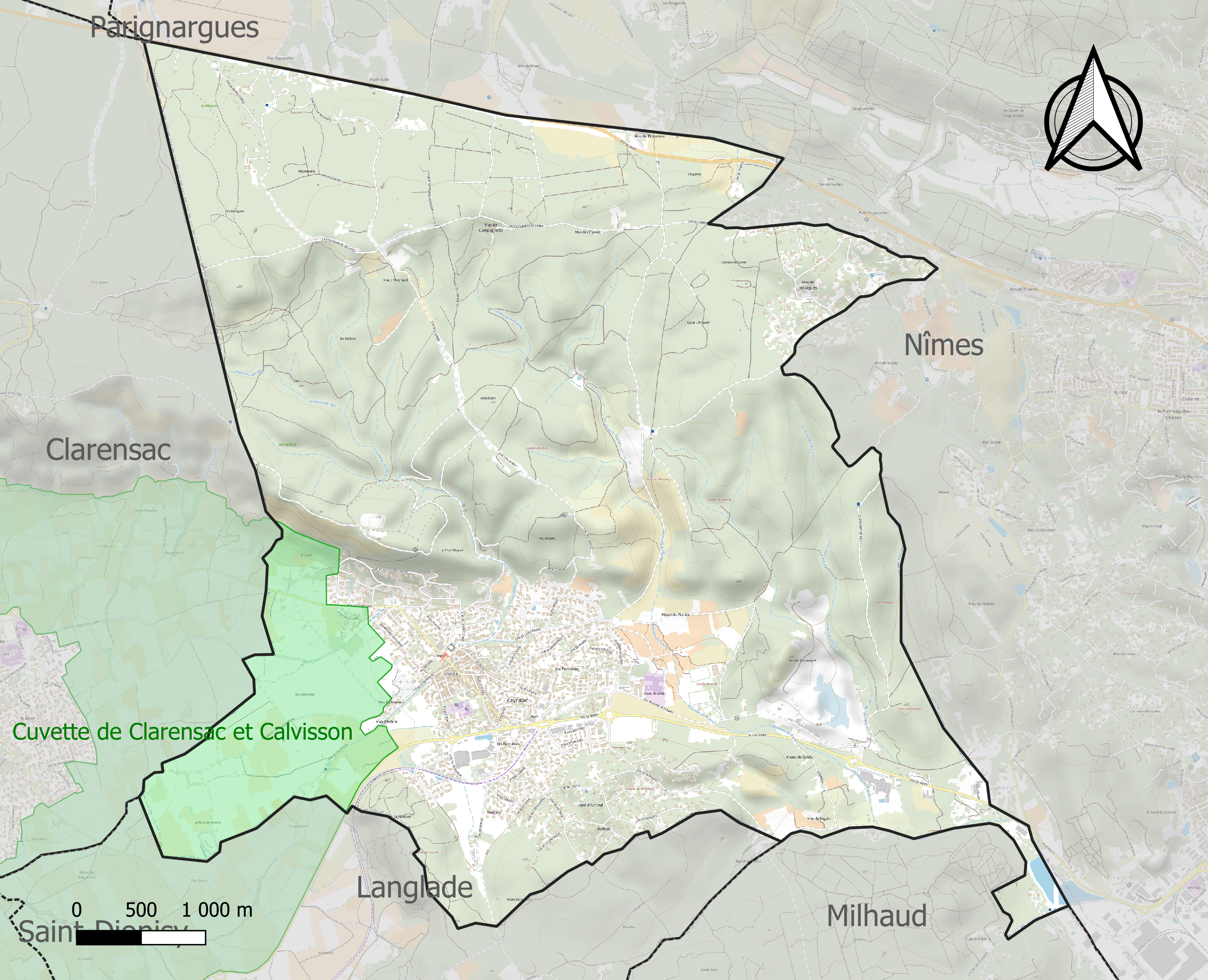
Carte de la ZNIEFF de type 1 localisée sur la commune.

L’inventaire des zones naturelles d'intérêt écologique, faunistique et floristique (ZNIEFF) a pour objectif de réaliser une couverture des zones les plus intéressantes sur le plan écologique, essentiellement dans la perspective d’améliorer la connaissance du patrimoine naturel national et de fournir aux différents décideurs un outil d’aide à la prise en compte de l’environnement dans l’aménagement du territoire.
Une ZNIEFF de type 1 est recensée sur la commune :
les « Corbières centrales » (2 641 ha), couvrant 8 communes du département.

## Urbanisme

### Typologie
Au 1er janvier 2024, Caveirac est catégorisée bourg rural, selon la nouvelle grille communale de densité à sept niveaux définie par l'Insee en 2022.
Elle appartient à l'unité urbaine de Nîmes, une agglomération intra-départementale regroupant neuf  communes, dont elle est une commune de la banlieue,,. Par ailleurs la commune fait partie de l'aire d'attraction de Nîmes, dont elle est une commune de la couronne,. Cette aire, qui regroupe 92 communes, est catégorisée dans les aires de 200 000 à moins de 700 000 habitants,.

### Occupation des sols
L'occupation des sols de la commune, telle qu'elle ressort de la base de données européenne d’occupation biophysique des sols Corine Land Cover (CLC), est marquée par l'importance des forêts et milieux semi-naturels (64,3 % en 2018), en diminution par rapport à 1990 (66,1 %). La répartition détaillée en 2018 est la suivante : 
forêts (33,6 %), milieux à végétation arbustive et/ou herbacée (30,8 %), zones urbanisées (15,6 %), zones agricoles hétérogènes (11,4 %), cultures permanentes (4 %), mines, décharges et chantiers (3,2 %), zones industrielles ou commerciales et réseaux de communication (1,5 %). L'évolution de l’occupation des sols de la commune et de ses infrastructures peut être observée sur les différentes représentations cartographiques du territoire : la carte de Cassini (XVIIIe siècle), la carte d'état-major (1820-1866) et les cartes ou photos aériennes de l'IGN pour la période actuelle (1950 à aujourd'hui).

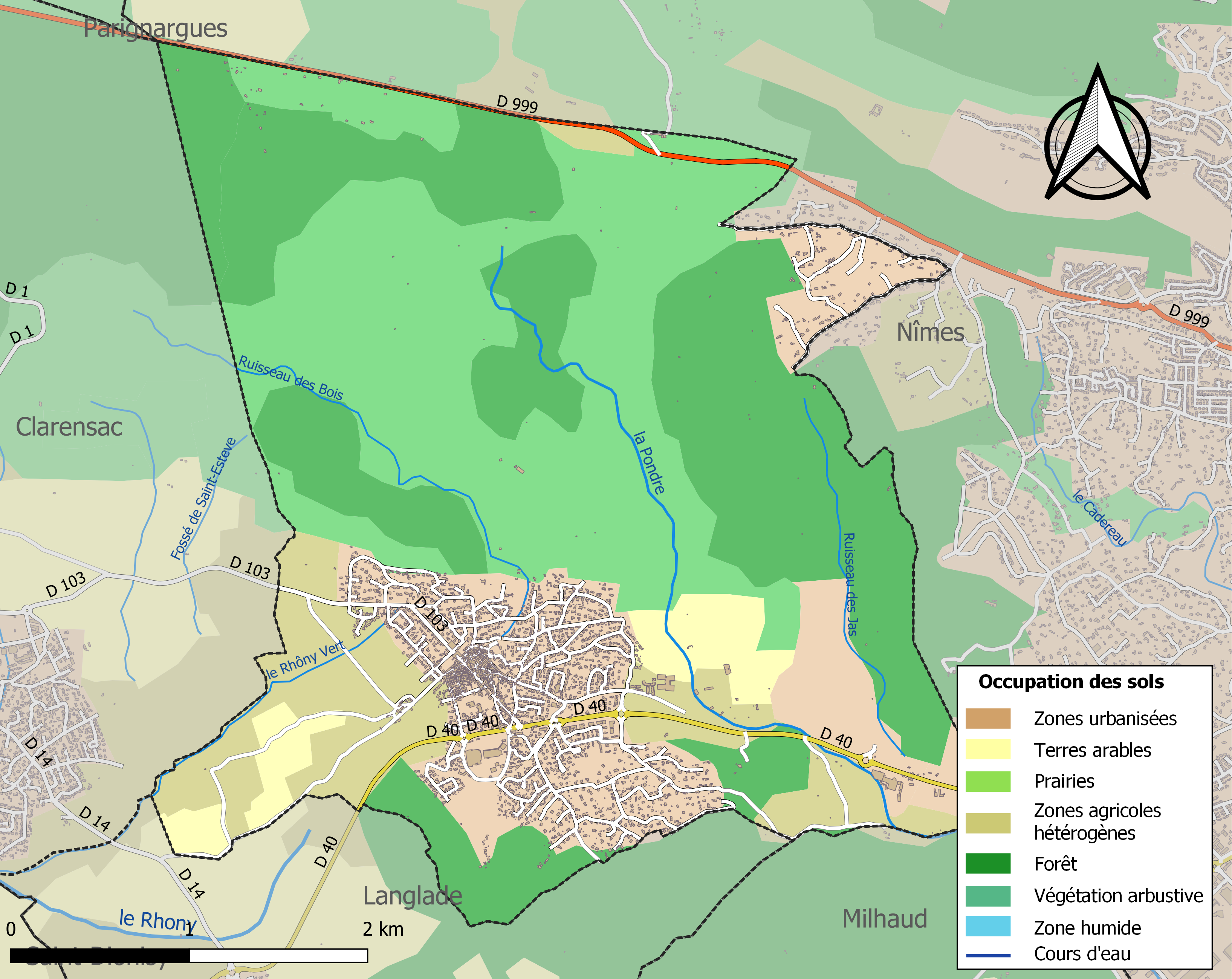
Carte des infrastructures et de l'occupation des sols de la commune en 2018 (CLC).

### Risques majeurs
Le territoire de la commune de Caveirac est vulnérable à différents aléas naturels : météorologiques (tempête, orage, neige, grand froid, canicule ou sécheresse), inondations, feux de forêts et séisme (sismicité faible). Il est également exposé à un risque technologique, le transport de matières dangereuses. Un site publié par le BRGM permet d'évaluer simplement et rapidement les risques d'un bien localisé soit par son adresse soit par le numéro de sa parcelle.

#### Risques naturels
La commune fait partie du territoire à risques importants d'inondation (TRI) de Nîmes, regroupant 20 communes soumises aux aléas de ruissellement pour la commune de Nîmes et de débordements de cours d’eau, notamment du Vistre, d'un de ses affluents, le Rhôny, et plus à la marge du Rhône, à l’aval, un des 31 TRI qui ont été arrêtés fin 2012 sur le bassin Rhône-Méditerranée. Les événements significatifs passés relatifs à la Vistre sont des crues rapides et violentes, qui causent d’importants dégâts, voire des pertes humaines (octobre 1988, septembre 2002, décembre 2003, septembre 2005 notamment). Concernant le Rhôny, les principales crues recensées à Codognan ont eu lieu en 1845, 1933, 1945, 1958, 1963, 1976, 1987 et en octobre 1988. Cette dernière est la plus importante et marquante pour la population nîmoise. Des cartes des surfaces inondables ont été établies pour trois scénarios : fréquent (crue de temps de retour de 10 ans à 30 ans), moyen (temps de retour de 100 ans à 300 ans) et extrême (temps de retour de l'ordre de 1 000 ans, qui met en défaut tout système de protection),. La commune a été reconnue en état de catastrophe naturelle au titre des dommages causés par les inondations et coulées de boue survenues en 1982, 1988, 2002, 2004, 2005, 2014 et 2021,.

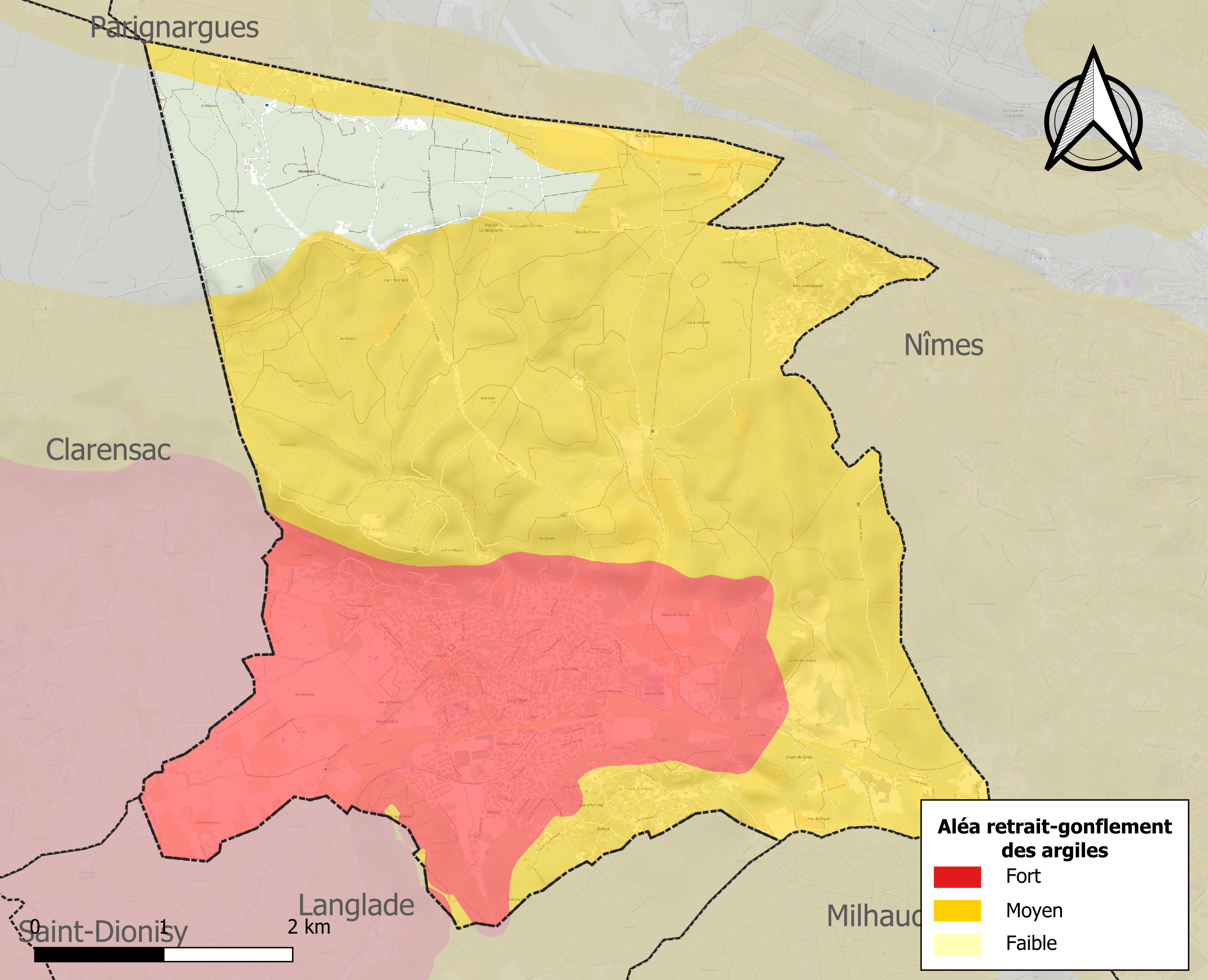
Carte des zones d'aléa retrait-gonflement des sols argileux de Caveirac.

Le retrait-gonflement des sols argileux est susceptible d'engendrer des dommages importants aux bâtiments en cas d’alternance de périodes de sécheresse et de pluie. 89,7 % de la superficie communale est en aléa moyen ou fort (67,5 % au niveau départemental et 48,5 % au niveau national). Sur les 1 657 bâtiments dénombrés sur la commune en 2019, 1640 sont en aléa moyen ou fort, soit 99 %, à comparer aux 90 % au niveau départemental et 54 % au niveau national. Une cartographie de l'exposition du territoire national au retrait gonflement des sols argileux est disponible sur le site du BRGM,.
Par ailleurs, afin de mieux appréhender le risque d’affaissement de terrain, l'inventaire national des cavités souterraines permet de localiser celles situées sur la commune.

#### Risques technologiques
Le risque de transport de matières dangereuses sur la commune est lié à sa traversée par des infrastructures routières ou ferroviaires importantes ou la présence d'une canalisation de transport d'hydrocarbures. Un accident se produisant sur de telles infrastructures est en effet susceptible d’avoir des effets graves au bâti ou aux personnes jusqu’à 350 m, selon la nature du matériau transporté. Des dispositions d’urbanisme peuvent être préconisées en conséquence.

## Toponymie
Issu du gallo-roman : nom de personne Cavarius, suivi du suffixe -acum.
Occitan Cavairac, attesté Cavariaco, 893 ( DR ) ; = NP gaul. Cavarius ( OTH ) + - acos. La prononciation du AI en position non tonique de l'occitaan est /ɜj/ ce qui explique la francisation Caveirac qui correspond à la phonologie française.
Ses habitants s'appellent les Caveiracois et les Caveiracoises. Traditionnellement, ils étaient surnommés les Bécagruns.

## Histoire

### Antiquité
Malgré l'absence de vestiges mis au jour, il est fort probable qu'à l'origine une villa rustica avec son domaine agricole ait été bâtie par un nommé Cavarius. Ces terres dépendaient de la colonie de Nîmes.

### Moyen Âge
En 879, on trouve le nom de Cavariago. En 893, on trouve la forme Cavariaco. Vers 1100, le nom de Caveirac apparaît. À cette époque, Caveirac dépend des comtes de Toulouse, eux-mêmes vassaux du roi. Au XIVe siècle, Caveirac passe sous la domination de la lignée des Nogaret possédant la seigneurie de Calvisson.

### Époque moderne
En 1648, un ancien château féodal, propriété de la famille Montolieu, est acheté par Jacques Boisson, riche drapier de Nîmes. Il entreprend la première partie de la construction. Il s'offre les services d'un architecte exceptionnel, Jean Tallard. Boisson se ruine. En 1697, le château est vendu à Pierre Sartre, secrétaire de Louis XIV et receveur général des gabelles en Languedoc. Ce dernier prend pour constructeur un des meilleurs de Nîmes, en la personne de Jacques Cubizol. Il travaille sous les ordres d'un architecte parisien, Augustin-Charles D'Aviler. Celui-ci est dessinateur à Versailles, ce qui aurait pu l'inspirer pour construire une imitation du château royal à Caveirac. Sartre fait lui aussi faillite et en 1713, il vend ses biens à Raymond de Novy qui est receveur des tailles de la ville de Nîmes. Sa lignée gardera le château jusqu'après la Révolution.

### Révolution française et Empire
« Doléances de la communauté de Caveirac, diocèse de Nîmes.
Aujourd'hui, 12 mars 1789, les habitants soussignés, assemblés par cri public en la forme usitée, et en conformité de la lettre du Roi portant convocation pour les États généraux, lesdits habitants, pour se rendre au désir bienfaisant de Sa Majesté, se permettent de faire leurs doléances et leurs justes réclamations.
1. Instruits du déficit de la Nation, ils désirent que ce déficit soit rempli par le moyen d'un impôt territorial ; qu'il soit également réparti sur tous les sujets de la Nation, c'est-à-dire sur tous ceux qui possèdent des biens-fonds, sans avoir égard aux exemptions et privilèges d'aucun particulier quelconque.
2. Ils désirent que tous les citoyens sans distinction soient également soumis, de telle sorte que le fort ne puisse rien sur le faible, et les riches sur les pauvres ; et que, pour cet effet, il soit fait une réforme sensible, autant sur le code criminel que sur le code civil, afin que par ce moyen les longueurs de la procédure soient diminuées et les frais moins coûteux ;
3. Que Sa Majesté soit suppliée d'accorder une protection spéciale à l'agriculture, comme la mère nourricière de l'État et du commerce, de décharger tous ses fruits de tous péages, leudes et impôts quelconques dans l'intérieur du royaume ;
4. D'accorder la suppression de la milice, qui enlève sans nécessité des bras utiles à l'agriculture, ou d'en restreindre la levée dans les villes, pour en purger les oisifs ;
5. D'accorder le rapprochement de la justice souveraine de ses justiciables, ainsi que Sa Majesté l'a si souvent sollennellement promis ;
6. L'abolissement de la vénalité des charges, source de tous les abus ;
7. Que le Tiers état ne soit point exclu des charges et grades militaires, des justices et autres, toutes les fois que des sujets, par des mérites personnels, seront dignes de les exercer ;
8. Que les réparations des impôts soient réglées sur les différentes provinces du royaume par les États généraux, qui en arrêteront le tarif proportionnel ; qu'elle soit faite sur les diocèses et districts par les États provinciaux, sur les paroisses par les assemblées diocésaines ou districts, et sur les contribuables par les assemblées municipales.
9. La communauté désire que le sel devienne marchandise, ou que l'impôt en soit diminué ;
10. Ils désirent qu'il soit donné une attribution au pouvoir de juger aux officiers des seigneurs jusqu'à la somme de cent livres ;
11. Mais comme il ne serait pas juste que l'impôt territorial que l'on adopte rejaillit sur tous les propriétaires fonciers, la dite communauté désire qu'il soit créé un autre impôt, supportable pour tous ceux qui ne sont propriétaires fonciers, impôt qui fût cependant relatif et proportionné aux facultés et à l'état de chaque individu, à l'exception néanmoins des artisans ou mercenaires vivant du jour à la journée.
Telles sont les plaintes et doléances des habitants de la communauté de Caveirac, auxquelles ils joignent également leurs vœux ardents pour la tranquillité, la prospérité de l'État et la gloire d'un souverain dont la vue étendue et bienfaisante se porte sur le bien et l'avantage de ses sujets.
Et nous sommes signés. »

### Époque contemporaine
En 1826, le château et ses terres sont démantelés, l'ancien parc est loti à partir des années 1960.
En juin 1982, François Mitterrand vient visiter la commune pour inaugurer le foyer Georges Dayan. Il est à ce jour, le seul président en exercice à avoir accompli un déplacement Officiel à Caveirac.
En octobre 1988, la commune est touchée comme Nîmes par des inondations historiques (350 à 400 mm en 7 heures) qui ravagent une partie du village.

## Politique et administration

### Liste des maires
| Période                                  | Période  | Identité           | Étiquette | Qualité               |
| ---------------------------------------- | -------- | ------------------ | --------- | --------------------- |
| 1870                                     | 1871     | Prosper Nouvel     | ?         |                       |
| 1971                                     | 1977     | Georges Dayan      | PS        | Ancien député du Gard |
| 1977                                     | 2001     | Francis Servière   | DVG       |                       |
| 2001                                     | 2014     | Bernard Bergogne   | DVG       |                       |
| 2014                                     | 2020     | Gerard Trauchessec | SE        | Retraité              |
| 2020                                     | En cours | Jean-Luc Chailan   | app-DVD   | Retraité              |
| Les données manquantes sont à compléter. |          |                    |           |                       |

### Conseil municipal des jeunes
Sous l'impulsion de la ville et des écoles, le premier Conseil municipal des Jeunes a été élu en 2009 à l'issue d'élections qui se sont déroulées dans les écoles. 12 jeunes conseillers municipaux sont élus pour un mandat de 2 ans. Le CMJ se réunit régulièrement et développe de nombreux projets en faveur des jeunes, de la culture, de la citoyenneté et de l'environnement.

### Intercommunalité
La commune fait partie de la communauté d'agglomération Nîmes Métropole (CANIM), dont le siège se trouve à Nîmes.

## Population et société

### Démographie
L'évolution du nombre d'habitants est connue à travers les recensements de la population effectués dans la commune depuis 1793. Pour les communes de moins de 10 000 habitants, une enquête de recensement portant sur toute la population est réalisée tous les cinq ans, les populations de référence des années intermédiaires étant quant à elles estimées par interpolation ou extrapolation. Pour la commune, le premier recensement exhaustif entrant dans le cadre du nouveau dispositif a été réalisé en 2004.

En 2022, la commune comptait 4 328 habitants, en évolution de +5,13 % par rapport à 2016 (Gard : +2,97 %, France hors Mayotte : +2,11 %).
| 1793 | 1800 | 1806 | 1821 | 1831 | 1836 | 1841 | 1846 | 1851 |
| ---- | ---- | ---- | ---- | ---- | ---- | ---- | ---- | ---- |
| 720  | 690  | 780  | 803  | 840  | 851  | 850  | 856  | 842  |

| 1856 | 1861 | 1866 | 1872 | 1876 | 1881 | 1886 | 1891 | 1896 |
| ---- | ---- | ---- | ---- | ---- | ---- | ---- | ---- | ---- |
| 887  | 883  | 931  | 937  | 855  | 878  | 761  | 821  | 736  |

| 1901 | 1906 | 1911 | 1921 | 1926 | 1931 | 1936 | 1946 | 1954 |
| ---- | ---- | ---- | ---- | ---- | ---- | ---- | ---- | ---- |
| 750  | 781  | 744  | 665  | 650  | 700  | 736  | 652  | 680  |

| 1962 | 1968 | 1975  | 1982  | 1990  | 1999  | 2004  | 2006  | 2009  |
| ---- | ---- | ----- | ----- | ----- | ----- | ----- | ----- | ----- |
| 644  | 704  | 1 096 | 1 877 | 2 679 | 3 099 | 3 430 | 3 663 | 3 804 |

| 2014  | 2019  | 2022  | - | - | - | - | - | - |
| ----- | ----- | ----- | - | - | - | - | - | - |
| 3 923 | 4 308 | 4 328 | - | - | - | - | - | - |

### Manifestations culturelles et festivités
Chaque année, la Ville de Caveirac propose de nombreux événements organisés avec le concours de ses partenaires et du Comité Consultatif Culture et Patrimoine. Ces partenariats sont officialisés par des conventions annuelles ou triennales. La volonté de fédérer les énergies, de s'inspirer du territoire et d'inscrire les actions dans le temps permet de proposer un programme annuel étoffé.
La Saison culturelle démarre en janvier avec l'Heure Musicale L'Amourié et s'achève en décembre avec l'embrasement du Château de Caveirac. Elle repose sur quatre axes principaux :
- Arts Plastiques ;
- Spectacle Vivant ;
- Histoire et traditions ;
- Musique.

La politique culturelle de la Ville de Caveirac se décline en plusieurs objectifs :
- Valoriser les sites historiques et patrimoniaux (animation culturelle des sites) ;
- Développer la recherche historique (Caveirac et la Vaunage) ;
- Favoriser la création artistique (soutien aux artistes compositeurs, aux étudiants en arts) ;
- Développer tous les modes expressions artistiques (musique, spectacle vivant, arts plastiques) ;
- Soutenir la culture occitane (contes et légendes du Languedoc, littérature occitane).

| Liste des principaux événements | Liste des principaux événements                                                                  |
| Mois                            | Événement                                                                                        |
| ------------------------------- | ------------------------------------------------------------------------------------------------ |
| Janvier                         | Heure Musicale L'Amourié                                                                         |
| Mars                            | Fêt'Art / Talents Caveiracois / Les Boissonnades                                                 |
| Mai                             | Le Taureau, El Toro dans tous ses états (biennal)                                                |
| Juin                            | Fête de la Musique                                                                               |
| Juillet                         | Festival Palabrages / Festival des Nuits de Novy 1re partie                                      |
| Août                            | Festival des Nuits de Novy 2e partie                                                             |
| Septembre                       | Journées Européennes du Patrimoine / Marché des Saveurs et de l'Artisanat du Château de Caveirac |
| Octobre                         | Festival de Théâtre Associatif Gardois                                                           |
| Novembre                        | Spectacles au Château pour les P'tits                                                            |
| Décembre                        | En Attendant Noël / Traditionnel Embrasement du Château de Caveirac                              |

Dans le cadre de l'intercommunalité, la Ville de Caveirac accueille des événements tels que le Festival « Jazz à l'Agglo » et le Festival du Cirque « La Basse Cour ». Nîmes Métropole soutient la mise en place des évènements culturels au travers du catalogue des Scènes d'Agglo.
De nombreux spectacles et animations culturelles sont également organisés directement par les associations de la commune.

## Économie

### Revenus
En 2018  (données Insee publiées en septembre 2021), la commune compte 1 772 ménages fiscaux, regroupant 4 265 personnes. La médiane du revenu disponible par unité de consommation est de 23 930 € (20 020 € dans le département). 61 % des ménages fiscaux sont imposés (43,9 % dans le département).

### Emploi
|                | 2008   | 2013  | 2018  |
| -------------- | ------ | ----- | ----- |
| Commune        | 6 %    | 7,3 % | 7,7 % |
| Département    | 10,6 % | 12 %  | 12 %  |
| France entière | 8,3 %  | 10 %  | 10 %  |

En 2018, la population âgée de 15 à 64 ans s'élève à 2 480 personnes, parmi lesquelles on compte 74,9 % d'actifs (67,2 % ayant un emploi et 7,7 % de chômeurs) et 25,1 % d'inactifs,. Depuis 2008, le taux de chômage communal (au sens du recensement) des 15-64 ans est inférieur à celui de la France et du département.
La commune fait partie de la couronne de l'aire d'attraction de Nîmes, du fait qu'au moins 15 % des actifs travaillent dans le pôle,. Elle compte 779 emplois en 2018, contre 743 en 2013 et 685 en 2008. Le nombre d'actifs ayant un emploi résidant dans la commune est de 1 683, soit un indicateur de concentration d'emploi de 46,3 % et un taux d'activité parmi les 15 ans ou plus de 52,2 %.
Sur ces 1 683 actifs de 15 ans ou plus ayant un emploi, 302 travaillent dans la commune, soit 18 % des habitants. Pour se rendre au travail, 87,4 % des habitants utilisent un véhicule personnel ou de fonction à quatre roues, 3,6 % les transports en commun, 6,4 % s'y rendent en deux-roues, à vélo ou à pied et 2,6 % n'ont pas besoin de transport (travail au domicile).

### Activités hors agriculture

#### Secteurs d'activités
484 établissements sont implantés  à Caveirac au 31 décembre 2019. Le tableau ci-dessous en détaille le nombre par secteur d'activité et compare les ratios avec ceux du département,.
| Secteur d'activité                                                                                        | Commune | Commune | Département |
| Secteur d'activité                                                                                        | Nombre  | %       | %           |
| --- | ------- | ------- | ----------- |
| Ensemble                                                                                                  | 484     | 100 %   | (100 %)     |
| Industrie manufacturière, industries extractives et autres                                                | 31      | 6,4 %   | (7,9 %)     |
| Construction                                                                                              | 76      | 15,7 %  | (15,5 %)    |
| Commerce de gros et de détail, transports, hébergement et restauration                                    | 122     | 25,2 %  | (30 %)      |
| Information et communication                                                                              | 11      | 2,3 %   | (2,2 %)     |
| Activités financières et d'assurance                                                                      | 26      | 5,4 %   | (3 %)       |
| Activités immobilières                                                                                    | 21      | 4,3 %   | (4,1 %)     |
| Activités spécialisées, scientifiques et techniques et activités de services administratifs et de soutien | 87      | 18 %    | (14,9 %)    |
| Administration publique, enseignement, santé humaine et action sociale                                    | 63      | 13 %    | (13,5 %)    |
| Autres activités de services                                                                              | 47      | 9,7 %   | (8,8 %)     |

Le secteur du commerce de gros et de détail, des transports, de l'hébergement et de la restauration est prépondérant sur la commune puisqu'il représente 25,2 % du nombre total d'établissements de la commune (122 sur les 484 entreprises implantées  à Caveirac), contre 30 % au niveau départemental.

#### Entreprises et commerces
Les cinq entreprises ayant leur siège social sur le territoire communal qui génèrent le plus de chiffre d'affaires en 2020 sont : 
- Cayo, commerce de détail de quincaillerie, peintures et verres en grandes surfaces (400 m² et plus) (2 667 k€)
- Roche Puech, fabrication d'articles textiles, sauf habillement (2 302 k€)
- Villas De La Vaunage - VDV, promotion immobilière de logements (567 k€)
- PF Brigitte Sabatier, services funéraires (421 k€)
- Marg, conseil en systèmes et logiciels informatiques (140 k€)

### Agriculture
|               | 1988 | 2000 | 2010 | 2020 |
| ------------- | ---- | ---- | ---- | ---- |
| Exploitations | 78   | 29   | 7    | 4    |
| SAU (ha)      | 374  | 192  | 19   | 61   |

La commune est dans les Garrigues, une petite région agricole occupant le centre du département du Gard. En 2020, l'orientation technico-économique de l'agriculture  sur la commune est la viticulture. Quatre exploitations agricoles ayant leur siège dans la commune sont dénombrées lors du recensement agricole de 2020 (78 en 1988). La superficie agricole utilisée est de 61 ha,,.

## Culture locale et patrimoine

### Édifices civils

#### Vestiges de l'Antiquité

##### Borne milliaire
(Classement MH 20 décembre 1911).
Datant de l'an 3 avant Jésus Christ sous le règne de l'empereur Auguste, elle est apportée de la Via Domitia à Caveirac à l'époque Moderne. La borne milliaire sert alors de fontaine et de borne d'affichage. Ce n'est qu'au début du XXe siècle qu'elle est installée sur la place du château de Caveirac et préservée en tant que monument historique.

##### Autel tauroboliqueIIIesiècle
(Classement MH 30 septembre 1911).
Cet autel commémore le sacrifice d'un taureau accompli dans le cadre du culte du dieu oriental Mythra. Il est offert par un collège de prêtres de la colonie de Nîmes en l'honneur de l'empereur Philippe l'Arabe et de sa famille. En 2011, l'autel a fait l'objet d'un projet de restauration. Entreposé dans la cour du château, il a été déplacé dans l'escalier d'honneur et installé sur un podium cubique. Les traces de pollution et de goudron ont été retirées. Une plaque de signalétique bilingue, comprenant l'historique et la retranscription de l'inscription, a été posée à côté.

#### Château de Caveirac
Le château de Caveirac a été construit pendant la seconde moitié du XVIIe siècle, il est inscrit à l'inventaire supplémentaire des Monuments Historiques et en partie classé au titre des monuments historiques depuis 1998.
Les particularités de ce petit Versailles sont 4 tours, 5 à l'origine dont deux seules subsistent au début du XXIe siècle avec leurs toitures à pavillon pointues à la française recouvertes de tuiles vernissées très colorées à la mode bourguignonne vers 1650, 118 pièces et 365 fenêtres, chaque ouverture comprend 6 petites fenêtres, ce qui fait apparaître un nombre si important. Il y avait un parc de près de 40 hectares, un jardin d'hiver protégé par un grand mur et une orangerie avec son jardin de prestige. L'eau arrive d'une source située à plus d'un kilomètre au nord du village. La source de la Font d'Arques alimentait le château en empruntant un aqueduc serpentant le long des collines et qui se déversait dans un grand bassin.
- Fontaine dite « du jet d'eau » ou « griffe » (1867)

Elle est située à l'entrée de la place du Château.

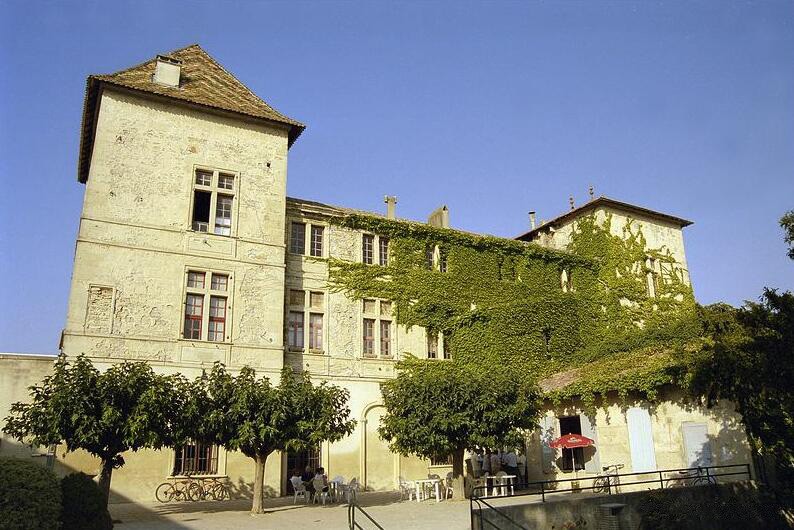
Le château vu du jardin d'hiver.
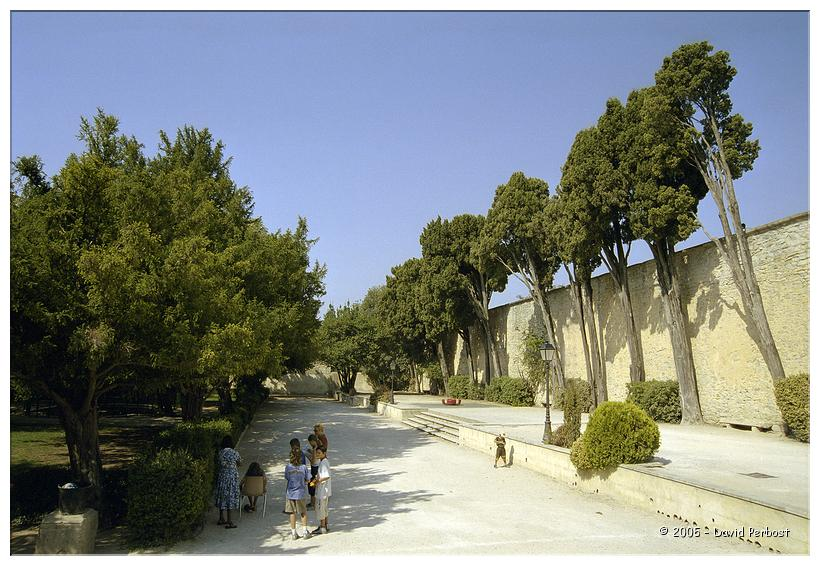
Jardin d'hiver.

#### Site Font d'Arques - Saint-Roch

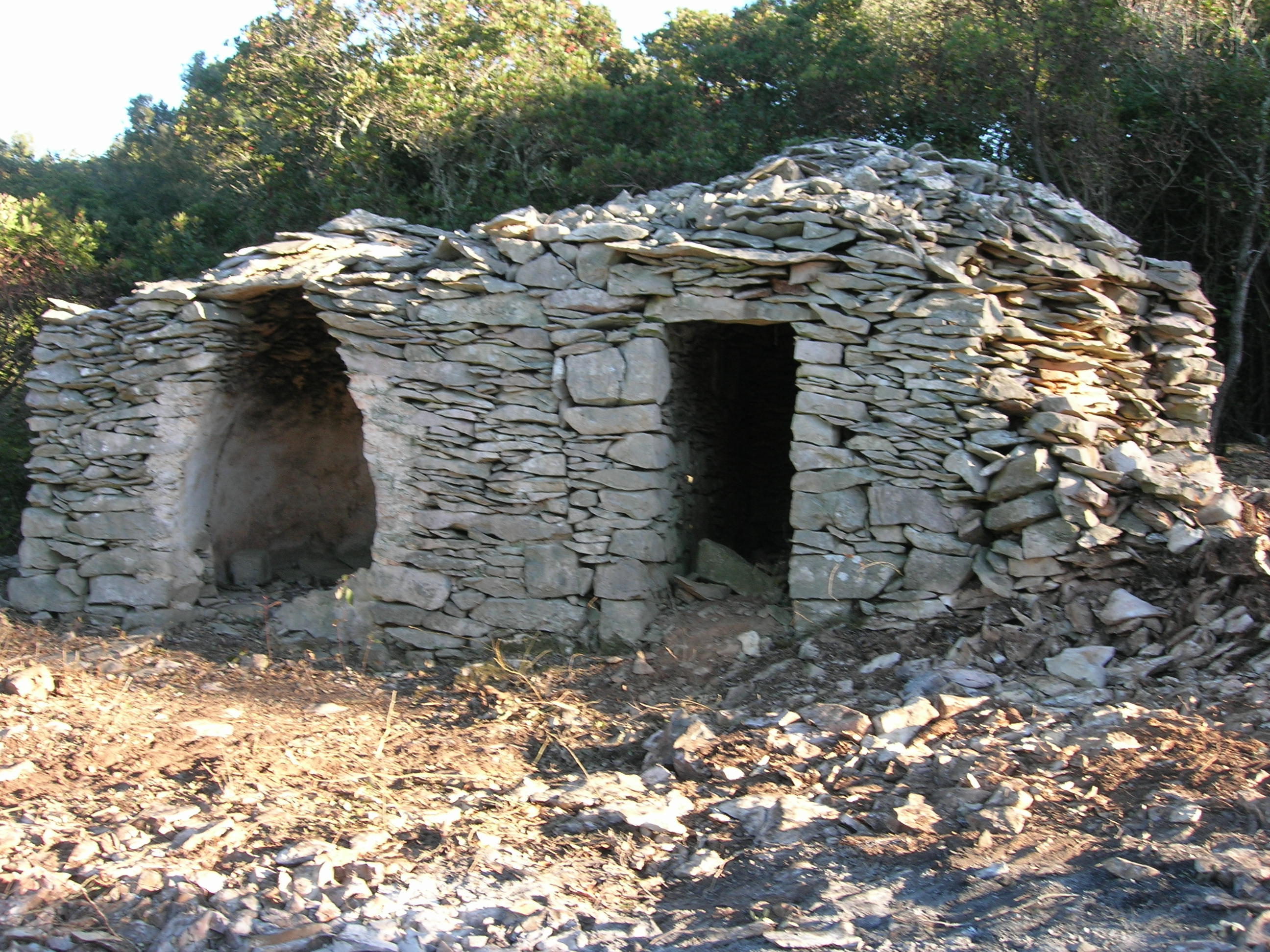
Tine (à gauche) et capitelle attenante.

Le site est composé de deux ensembles appelés « La Font d'Arques » et la « Colline Saint-Roch ». À la Font d'Arques, se situe le point de départ du système d'alimentation en eau du domaine du château de Caveirac. Il comprend, un bâtiment abritant la source d'Arques, et l'aqueduc datant du XVIIe-XVIIIe siècle. Également un moulin entonnoir datant de la même période. Sur la colline Saint Roch, se trouvent des cabanes en pierre sèche dites capitelles, des tines et des enclos avec des clapas.
Ce site fait l'objet d'une demande d'inscription MH formulée par la Ville de Caveirac et d'un projet de restauration en partenariat avec l'association Pierre sèche et Garrigue à Caveirac. Les travaux ont démarré depuis plusieurs années pour la partie située sur la colline Saint-Roch.

#### Pôle patrimonial du château de Caveirac
Créé en 2010, le Pôle patrimonial du Château de Caveirac est composé des archives historiques, d'un fonds iconographique, d'un fonds patrimonial et d'un fonds documentaire. Ce pôle est l'un des volets culturels du projet de restauration et de valorisation du château. Plusieurs projets sont initiés au travers de ce pôle, notamment la réalisation d'une bibliographie exhaustive de la Vaunage et d'un recensement/collecte de tous les supports iconographiques ayant trait à Caveirac. Il est géré par le Service Culture et Patrimoine de la Ville de Caveirac.

### Édifices religieux

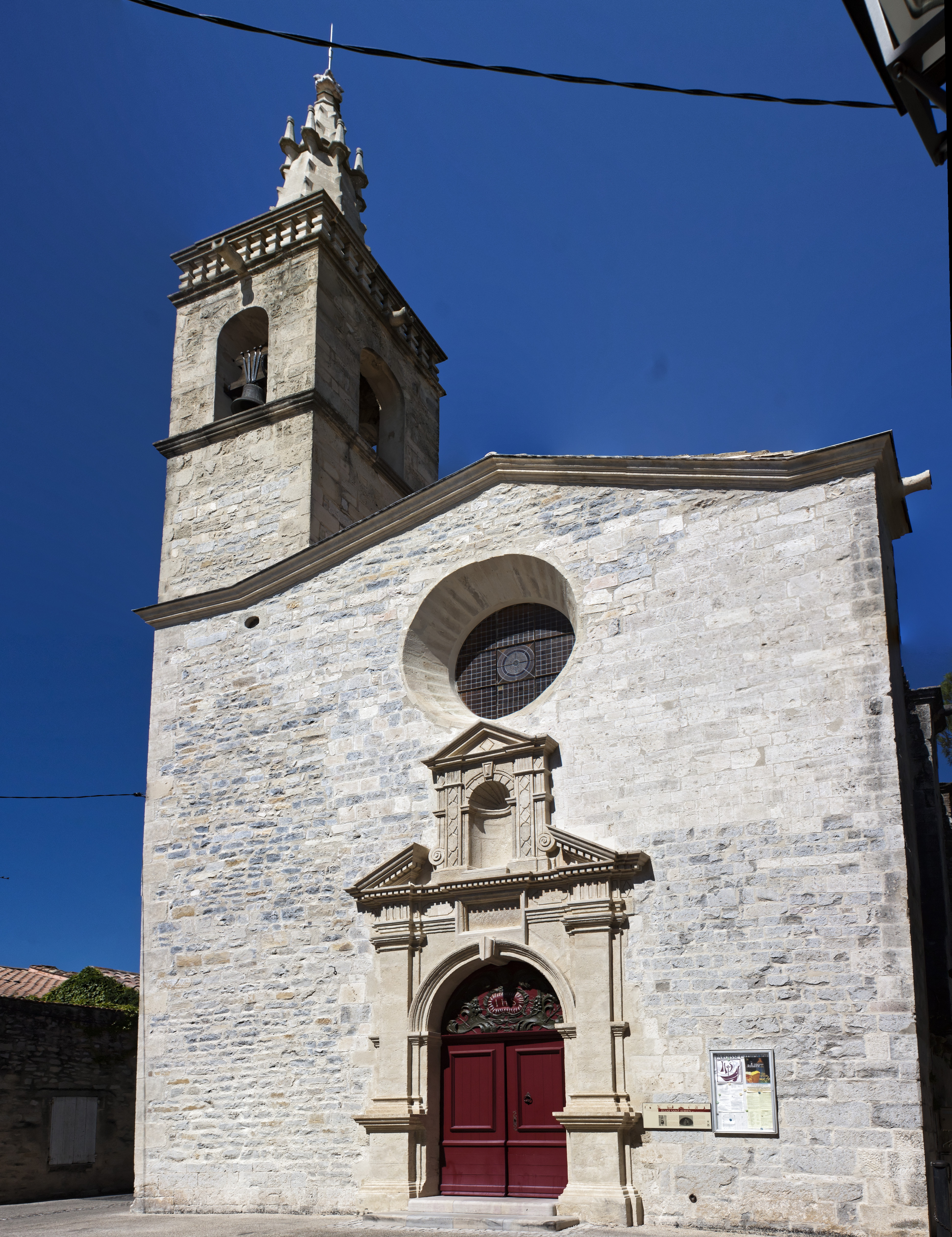
Église Saint-Adrien

#### Église Saint-Adrien
Le portail a été inscrit au titre des monuments historiques en 1972. Plusieurs objets sont référencés dans la base Palissy (voir les notices liées).
Remaniée au XVIIe siècle à la suite des guerres de Religion mais ayant conservé, à l'intérieur, toutes les caractéristiques de l'architecture romane, voûte en berceau. Le clocher abrite une cloche datée de 1687 par d'Agnac, maître fondeur nîmois pour laquelle une demande de classement a été formulée. Il sera surmonté d'une élégante flèche de style gothique au XIXe siècle qui n'est pas sans rappeler celle de l'église de Bernis (une piste à explorer...). Au XXe siècle, il est foudroyé à deux reprises. La façade principale a fait l'objet, entre 2011 et 2012, d'un chantier restauration sous l'égide de l'architecte des Bâtiments de France M. Bruguerolle. Les pierres des chaînes d'angles et des corniches fortement endommagées, les pierres de la façade, le portail monumental d'inspiration Renaissance qui se désolidarisait de la façade et les enduits de la porte ont été restaurés. À l'issue des travaux une plaque de signalétique historique bilingue a été posée. L'église fait actuellement l'objet d'une demande d'inscription à l'inventaire des Monuments Historiques formulée par la Ville de Caveirac. À l'intérieur, remarquer une belle Vierge en pierre semblant remonter au XVIIe siècle.

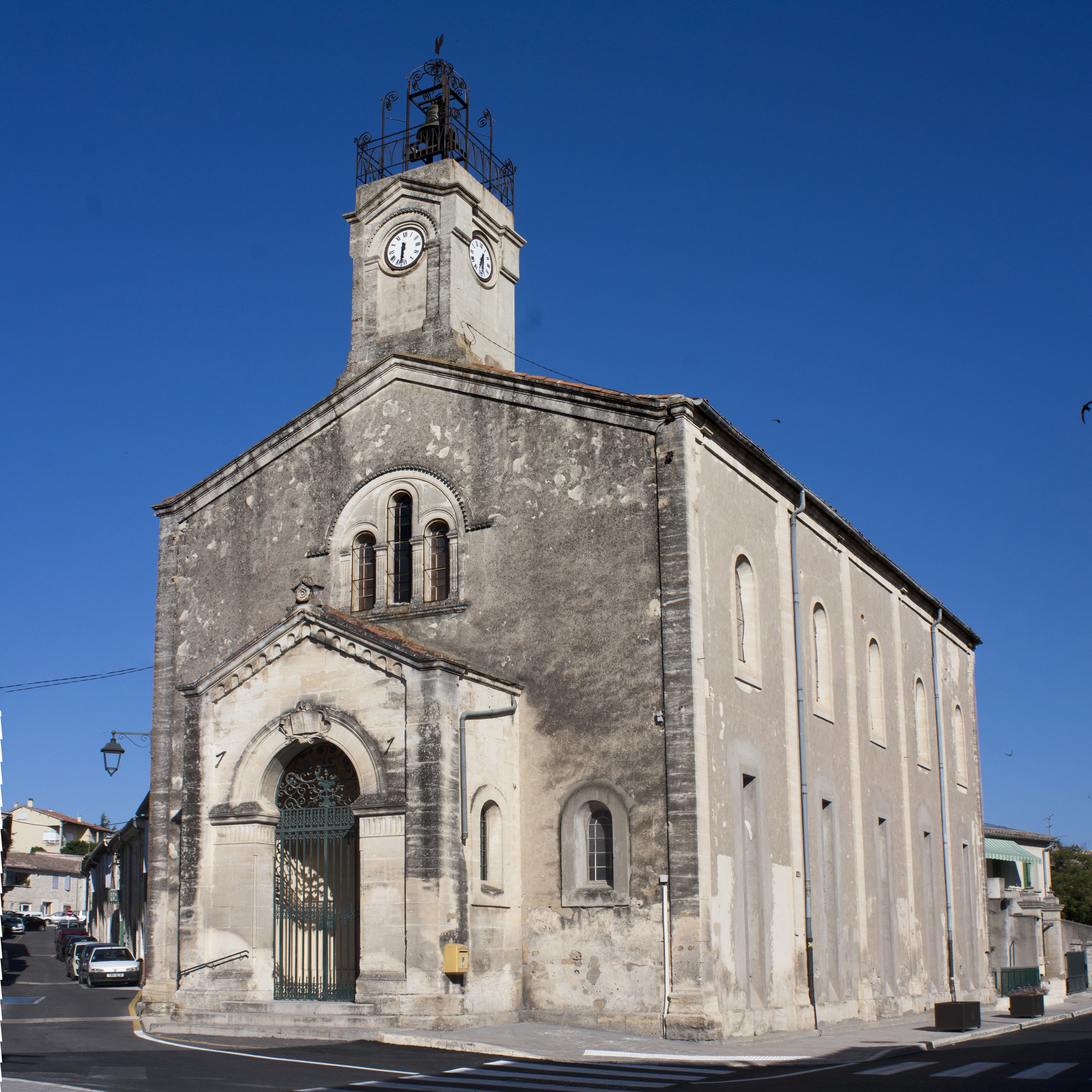
Temple de l'Église Protestante Unie de France.

#### Temple protestant

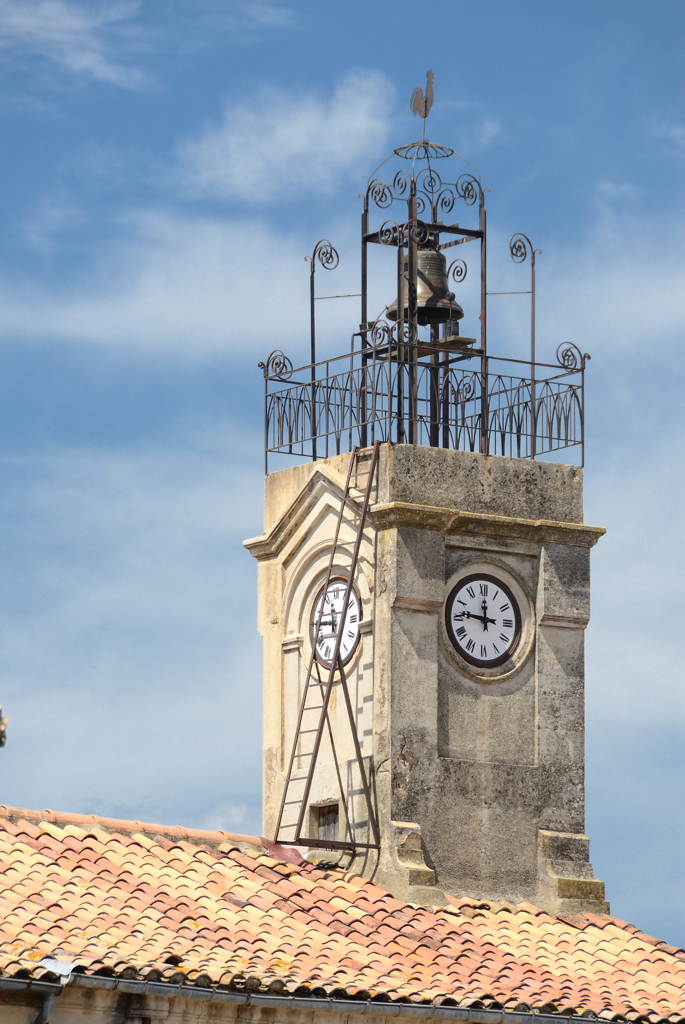
Clocher du temple.

(Inscription MH - bien mobilier - 27 juin 2012).
La chaire, en marbre vert, provient en fait du château. Édifié en 1867 et formant une vaste et haute nef, il est surmonté d'un beau campanile en fer forgé, servant de beffroi communal ; édifié en 1927 par l'architecte Henri Floutier en remplacement de l'ancien clocher-pignon fragilisé. Il abrite une magnifique cloche de 1853 particulièrement riche en décorations.

#### Chapelleméthodiste
Aménagée au sein d'une ancienne maison non loin du temple, elle est le témoin de la forte présence de cette communauté tout au long du XIXe siècle.

### Patrimoine culturel

#### Médiathèque
Inaugurée le samedi 6 octobre 2012, la médiathèque de Caveirac a été réalisée dans l'ancienne école communale datant du XIXe siècle. Ce nouvel outil culturel à vocation intercommunale propose de nombreux ouvrages, DVD, CD. Elle comprend également une ludothèque écoresponsable. Elle propose aussi un calendrier d'activités étoffé (ateliers pour enfants, contes, fête de la science, etc.)

### Patrimoine environnemental
Caveirac est le point de départ de la voie verte de la Vaunage.

### Personnalités liées à la commune
- Jean Novi de Caveirac, homme religieux français.
- Georges Dayan, homme politique français.
- Nimeño II, torero français.

## Héraldique
| Blason de Caveirac | Blason  | De gueules au château de quatre tours couvertes d'argent, vu en plan, accompagné en pointe d'une jumelle ondée du même. |
| Blason de Caveirac | Détails | Le statut officiel du blason reste à déterminer.                                                                        |

### Devise
Adoptée à la suite des inondations de 1988, la devise de Caveirac, « In Adversis Concordes », signifie « Unis dans l'adversité ».